# Anže Semenič
Anže Semenič (1º agosto 1993) è un ex saltatore con gli sci sloveno.

## Biografia
In Coppa del Mondo ha esordito il 9 gennaio 2013 a Wisła (40º) e ha ottenuto la prima vittoria, nonché primo podio, il 21 marzo 2015 a Planica. Ai Mondiali di volo di Oberstdorf 2018 ha vinto la medaglia d'argento nella gara a squadre ed è stato 14º nella gara individuale, mentre ai XXIII Giochi olimpici invernali di Pyeongchang 2018, sua prima presenza olimpica, si è classificato 30º nel trampolino lungo e 5º nella gara a squadre.

## Palmarès

### Mondiali di volo
- 1 medaglia:
  - 1 argento (gara a squadre a Oberstdorf 2018)

### Mondiali juniores
- 1 medaglia:
  - 1 oro (gara a squadre a Liberec 2013)

### Coppa del Mondo
- Miglior piazzamento in classifica generale: 28º nel 2019
- 7 podi (1 individuale, 6 a squadre):
  - 3 vittorie (1 individuale, 2 a squadre)
  - 1 secondo posto (a squadre)
  - 3 terzi posti (a squadre)

#### Coppa del Mondo - vittorie
| Data            | Località  | Nazione  | Trampolino                                                       |
| --------------- | --------- | -------- | ---------------------------------------------------------------- |
| 21 marzo 2015   | Planica   | Slovenia | Letalnica HS225 (con Jurij Tepeš, Robert Kranjec e Peter Prevc)  |
| 28 gennaio 2018 | Zakopane  | Polonia  | Wielka Krokiew HS140                                             |
| 16 marzo 2019   | Vikersund | Norvegia | Vikersundbakken HS240 (con Peter Prevc, Domen Prevc e Timi Zajc) |